# L'Omnibus des toqués blancs et noirs
L'Omnibus des toqués blancs et noirs či jen L'Omnibus des toqués je francouzský němý film z roku 1901. Režisérem je Georges Méliès (1861–1938). Film trvá zhruba jednu minutu.

## Děj
Film zachycuje čtyři černé klauny v tmavém oblečení, jak vyskočí z Omnibusu, který je tažen mechanickým kostlivým koněm. Klauni udělají kotrmelec a vzápětí se z nich stanou bílí klauni v bílých kostýmech. Společně na ulici tančí a mění svoji barvu z bílé na černou. Nakonec jeden do druhého zmizí až na místě zbyde jen jeden, který je tlustý a chodí s holí. Zatímco si zapálí doutník, přiblíží se k němu zezadu šofér, kterému klauni odmítli zaplatit cestu, a podpálí ho, čímž klaun exploduje.